# HMS Basilisk (H11)
El HMS Basilisk (H11) fue un destructor de la clase B de la Royal Navy británica que es participó en combate en la Segunda Guerra Mundial.

## Historial
Inmediatamente después de su puesta en servicio, fue asignado a  la  4th Destroyer Flotilla como parte de la Mediterranean Fleet hasta diciembre de 1936. Durante los primeros días de la guerra civil española, el día 5 de agosto de 1936 se disponía a entrar en su base en Gibraltar, cuando el cañonero Eduardo Dato, que estaba atracando en puerto tras el denominado convoy de la victoria, abrió fuego por tres veces sobre él, cayendo los proyectiles a corta distancia, al confundirlo con un destructor republicano dado el gran parecido con los destructores de la clase Churruca.
En febrero de 1937 arribó al puerto de Málaga, que había sido capturada unos días antes por las fuerzas franquistas, donde su capitán consiguió la liberación del zoólogo británico residente en Málaga Sir Peter Chalmers Mitchell, que había sido arrestado por las tropas franquistas por su apoyo a la República
Fue hundido frente a las costa de Dunquerque durante la Operación Dynamo por un bombardero de picado Stuka  de la Luftwaffe mientras participaba en la evacuación de la fuerza expedicionaria británica de Francia.